# Капандритион
Капандри́тион (греч. Καπανδρίτιον), также Капандрити (греч. Καπανδρίτι) — малый город в Греции. Административно относится к общине Оропос в периферийной единице Восточная Аттика в периферии Аттика. Расположен на высоте 367 м над уровнем моря, на восточных склонах гор Парнис, к северо-востоку от Афидне и к северу от озера Маратон, в 32 км от Афин. Население 3359 человек по переписи 2011 года.

## Название
Относительно происхождения названия Капандритион существует множество версий, одна из них состоит в том, что оно происходит от имени лидера арванитского фаре (рода, алб. farë), а, согласно другому свидетельству, его имя приписывается византийскому полководцу Капандрити (XII век), который жил в этой области. Популярное толкование названия Капандрити объясняет название от Κάπη τρίτη, потому что из-за холодного климата местности для согрева потребовались три плаща-накидки (κάπα).

## История
Близ Капандритиона находился древний город Афидна. Доисторические находки обнаружены на расположенном южнее города холме Котрони (акрополь Афидны), высота которого составляет 365 м над уровнем моря. Согласно легенде, Тесей привёл сюда Елену Прекрасную, когда с помощью своего друга Пирифоя похитил её из Спарты.
В эпоху франкократии в Греции, между 1380 и 1425 годами, арваниты поселились в этом районе, когда началось заселение Аттики. Первоначально они получили разрешение от герцога Афинского Аччайоли селиться вокруг Афин для усиления защиты города от различных набегов. Арваниты были воинственными солдатами и защитниками Афин. В северной Аттике они создали поселение вокруг современного Капандритиона, где были источники воды, и они занимались сельским хозяйством, главным образом животноводством.
Во время турецкой оккупации Капандритион был самой богатой деревней в районе (κεφαλοχώρι). В 1800 году по документам того времени насчитывалось 400—600 жителей. Административно Капандритион являлся сообществом в пашалике Каристос и принадлежал воеводе Левадии. Поселения Мази (ныне Полидендрион) и Спатадзики (ныне Пефкофитон) тогда принадлежали сообществу Капандритион. После освобождения от турок сообщество принадлежало административно общине Марафон в номе Аттика и Беотия до 1912 года, когда она была объявлена независимым сообществом вместе с Полидендрионом (Мази) до 1929 года. Затем Полидендрион был отделен от Капандритиона и стал сообществом. Пефкофитон (Спатадзики) оставался в сообществе Капандритион до 1968 года, когда он объединен с общиной Айос-Стефанос. Микрохорион (Велиадзики) был присоединён в 1919 году к сообществу Капандритион, где находится по сей день.
В последние годы жизни Элефтериоса Венизелоса жители области, которые занимались сельским хозяйством и животноводством, получили земли.

## Сообщество
Сообщество Капандритион (Κοινότητα Καπανδριτίου) создано в 1912 году (ΦΕΚ 262Α). В сообщество входят четыре населённых пункта. Население 4213 человек по переписи 2011 года. Площадь 38,007 км².
| Населённый пункт | Население (2011), человек |
| ---------------- | ------------------------- |
| Айи-Анарьири     | 276                       |
| Капандритион     | 3359                      |
| Лимни-Маратонос  | 0                         |
| Микрохорион      | 578                       |

## Население
| Год  | Население, человек |
| ---- | ------------------ |
| 1991 | 1593               |
| 2001 | 2292               |
| 2011 | ↗ 3359             |